# Atentado del 6 de abril de 1994
En la tarde del 6 de abril de 1994, el avión presidencial que transportaba al presidente ruandés Juvénal Habyarimana y al presidente burundés Cyprien Ntaryamira, ambos hutu, fue derribado con misiles tierra-aire cuando se preparaba para aterrizar en Kigali (Ruanda). El asesinato puso en marcha dos de los eventos más sangrientos de finales del siglo XX: el genocidio de Ruanda (abril-julio de 1994) y la Primera Guerra del Congo (1996-1997).
La responsabilidad por el ataque es controvertida, y la mayoría de las teorías proponen como sospechosos al rebelde tutsi del Frente Patriótico Ruandés (RPF) o los extremistas del "Poder Hutu" que se oponían a la negociación con el RPF. En cualquier caso, inmediatamente los radicales hutus se hicieron con el poder, asesinaron a la primera ministra Agathe Uwilingiyimana y comenzó la masacre masiva de personas tutsis, lo que resultó en el asesinato de cientos de miles de tutsis en los siguientes tres meses durante el genocidio de Ruanda.

## Antecedentes

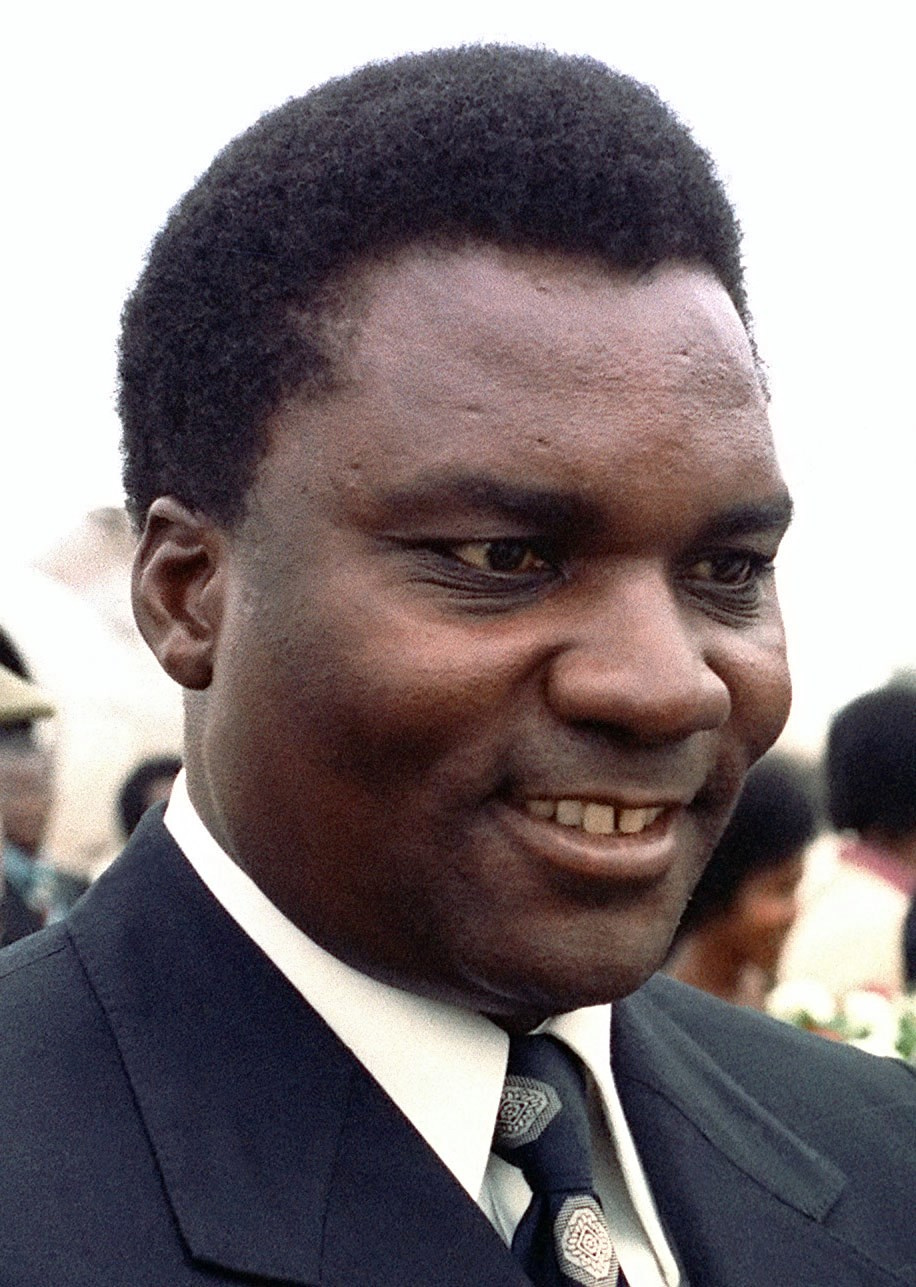
El presidente ruandés Juvénal Habyarimana en 1980.

En 1990, la Guerra Civil de Ruanda comenzó cuando el Frente Patriótico de Ruanda, dominado por el grupo étnico tutsi, invadió el norte de Ruanda desde Uganda. La mayoría de los combatientes del FPR eran refugiados o los hijos de refugiados que habían huido de las purgas étnicas del gobierno hutu a mediados de siglo. El intento de derrocar al gobierno fracasó, aunque el RPF pudo mantener el control de una región fronteriza. Cuando quedó claro que la guerra había llegado a un punto muerto, las partes iniciaron negociaciones de paz en mayo de 1992, lo que resultó en la firma en agosto de 1993 de los Acuerdos de Arusha para crear un gobierno de poder compartido.
La guerra radicalizó la oposición interna. La demostración de fuerza del RPF intensificó el apoyo a la ideología llamada "Hutu Power". Hutu Power retrató al RPF como una fuerza alienígena que intentaba restablecer la monarquía tutsi y esclavizar a los hutus: una perspectiva que debe resistirse a toda costa. Esta ideología fue abrazada de todo corazón por la Coalición para la Defensa de la República (CDR) que abogó por principios racistas conocidos como los Diez Mandamientos Hutu. Esta fuerza política llevó al colapso del primer gobierno de Habyarimana en julio de 1993, cuando el primer ministro Dismas Nsengiyaremye criticó al presidente por escrito por demorar un acuerdo de paz. Habyarimana, miembro del partido político MRND, despidió a Nsengiyarmye y nombró a Agathe Uwilingiyimana, quien era percibido como menos simpático con el FPR, en su lugar. Los principales partidos de la oposición se negaron a apoyar el nombramiento de Madame Agathe, cada uno dividido en dos facciones: una que pedía la defensa inquebrantable de Hutu Power y la otra, llamada "moderada", que buscaba un acuerdo negociado para la guerra. Como el primer ministro Uwilingiyimana no pudo formar un gobierno de coalición, la ratificación de los Acuerdos de Arusha fue imposible. La parte más extrema de los partidos hutu, la CDR, que abiertamente pedía el genocidio de los tutsi, no estaba representada en los Acuerdos.

## El derribo
El avión presidencial era un jet Dassault Falcon 50 (regalo del primer ministro francés Jacques Chirac). Poco antes de las 8:20 p. m. hora local (18:20 UTC), el jet presidencial dio una vuelta alrededor del Aeropuerto Internacional de Kigali antes de acercarse para un acercamiento final en cielos despejados. Un vuelo semanal de un C-130 Hércules belga que transportaba a las tropas de UNAMIR que regresaban de la licencia estaba programado para aterrizar antes del jet presidencial, pero fue rechazado para darle prioridad al presidente. Un misil tierra-aire golpeó una de las alas del Dassault Falcon, luego un segundo misil golpeó su cola. El avión estalló en llamas en el aire antes de estrellarse contra el jardín del palacio presidencial, explotando en el impacto. El avión llevaba tres tripulantes franceses y nueve pasajeros.
El ataque fue presenciado por numerosas personas. Uno de los dos oficiales belgas en el jardín de una casa en Kanombe, el distrito en el que se encuentra el aeropuerto, vio y escuchó el primer misil subirse al cielo, vio un destello rojo en el cielo y escuchó la detención de un motor de un avión, seguido de otro misil. Inmediatamente llamó al comandante de Saint-Quentin, parte del equipo francés adscrito al batallón de comando de Ruanda para los Comandos de Recurso y Acción en Profondeur, quien le aconsejó organizar la protección de sus compañeros belgas. De manera similar, otro oficial belga estacionado en una torre de control del aeropuerto sin uso vio las luces de un avión que se aproximaba, una luz que viajaba hacia arriba desde el suelo y las luces de los aviones se apagaban. Esto fue seguido por una segunda luz que se elevaba desde el mismo lugar que la primera y el avión se estaba convirtiendo en una bola de fuego que caía. Este oficial llamó por radio de inmediato al comandante de su compañía, quien confirmó con la torre de control operacional que el avión era el avión presidencial.

## Víctimas
Los doce a bordo del Falcon fueron asesinados. Ellos fueron:
- Juvénal Habyarimana, presidente de Ruanda,
- Cyprien Ntaryamira, presidente de Burundi,
- Bernard Ciza, ministro burundés de obras públicas,
- Cyriaque Simbizi, Ministro de Comunicación de Burundi,
- Mayor General Déogratias Nsabimana, Jefe de Estado Mayor del Ejército de Ruanda,
- Mayor Thaddée Bagaragaza, responsable de la "prisión militar" del presidente ruandés,
- Coronel Elie Sagatwa, miembro de la secretaría especial del presidente de Ruanda, Jefe del Gabinete Militar del presidente de Ruanda,
- Juvénal Renaho, asesor de asuntos exteriores del presidente de Ruanda,
- Dr. Emmanuel Akingeneye, médico personal del presidente de Ruanda, y
- Los tres miembros de la tripulación.

## Responsabilidades
Mientras que la sospecha inicial cayó sobre los extremistas hutu que llevaron a cabo el genocidio posterior, ha habido varios informes desde el año 2000 que indican que el ataque fue llevado a cabo por el FPR por orden de Paul Kagame, quien llegó a ser presidente de Ruanda. Toda esa evidencia está muy disputada y muchos académicos, así como las Naciones Unidas, se han abstenido de emitir un resultado definitivo. Mark Doyle, un corresponsal de BBC News que informó desde Kigali hasta el genocidio de 1994, señaló en 2006 que las identidades de los asesinos "podrían convertirse en uno de los grandes misterios de finales del siglo XX". Paul Kagame y la acusación del RPF de que los extremistas hutu que derribaron el avión recibieron apoyo estatal y supresión de las acusaciones de participación del RPF. Bélgica se ha abstenido de apoyar cualquier posición.
Un informe de inteligencia del Departamento de Estado de EE. UU. Ahora desclasificado del 7 de abril informa que una fuente no identificada que le dijo al embajador de los EE. UU. En Ruanda "los elementos hutu del ejército, posiblemente la guardia presidencial de élite, fueron los responsables de derribar el avión". Esta conclusión recibió el apoyo de otras agencias estadounidenses, entre ellas la CIA y la Agencia de Inteligencia de la Defensa. El informe de 1997 del Senado belga declaró que no había suficiente información para determinar los detalles sobre el asesinato. Un informe de 1998 de la Asamblea Nacional de Francia propuso dos explicaciones probables. Uno es que el ataque fue llevado a cabo por grupos de extremistas hutu, angustiados por el avance de las negociaciones con el RPF, el adversario político y militar del régimen actual, mientras que el otro es que era responsabilidad del RPF, frustrado por la Falta de progreso en los Acuerdos de Arusha. Entre las otras hipótesis que se examinaron se encuentra una que involucra a los militares franceses, aunque no hay un motivo claro para un ataque francés contra el gobierno de Ruanda. El informe francés de 1998 no hizo ninguna determinación entre las dos teorías dominantes. Un informe de 2000 de la Organización de la Unidad Africana no intenta determinar la responsabilidad.
Un artículo de enero de 2000 en el Canadian National Post informó que Louise Arbour, la fiscal principal del TPIR, había finalizado una investigación sobre el derribo después de que tres informantes tutsi se presentaran en 1997 con acusaciones detalladas contra Paul Kagame y el RPF, afirmando que habían sido miembros de un "equipo de ataque de élite" responsable del derribo. Luego de esta filtración, se envió un memorándum de tres páginas escrito por el investigador Michael Hourigan al TPIR donde los abogados de la defensa lo habían solicitado. Más tarde, Hourigan declaró que la investigación del derribo estaba claramente dentro de su mandato. y que se quedó "asombrado" cuando Arbor hizo una broma y le dijo que no.Esta secuencia de eventos fue confirmada por el jefe de Hourigan, Jim Lyons, un exagente del FBI que encabezó el llamado Equipo Nacional de Investigación. Lyons cree que Arbor estaba actuando por orden de cerrar la investigación. Uno de los tres informantes fue Jean-Pierre Mugabe, quien emitió una declaración sobre el derribo en abril de 2000.
En 1998, el magistrado antiterrorista francés Jean-Louis Bruguière abrió una investigación sobre el derribo en nombre de las familias de la tripulación de aviones franceses. Bruguière se hizo público con sus resultados en 2006  y emitió órdenes de arresto contra nueve de los ayudantes de Kagame. La conclusión de su investigación, que se había filtrado a la prensa en 2004, fue que el asesinato se había llevado a cabo por orden de Paul Kagame. El informe se basó en cientos de entrevistas, entre ellas Abdul Ruzibiza, un exteniente del RPF que afirmó que formaba parte de una célula que llevó a cabo el asesinato con misiles SA-16 lanzados desde el hombro.
Días después de que se filtrara la sustancia del informe en 2004, Ruzibaza publicó su testimonio en un comunicado de prensa, detallando su relato y acusando además al FPR de iniciar el conflicto, prolongar el genocidio, llevar a cabo atrocidades generalizadas durante el genocidio y la represión política. 45] El exfuncionario del FPR publicó un libro en 2005 con su relato (Rwanda. L’histoire secretete), y declaró bajo juramento ante el TPIR en 2006. El erudito René Lemarchand escribió sobre el libro que "La cuidadosa ordenación de la evidencia, la información notablemente precisa sobre quién hizo qué, dónde y cuándo, la familiaridad del autor con el código operativo del FPR, deja pocas dudas en la mente del lector". La responsabilidad de Kagame al desencadenar el evento que llevó al derramamiento de sangre ". En noviembre de 2008, Ruzibiza afirmó repentinamente que había inventado todo, pero algunos meses antes de su muerte en 2010, Ruzibiza explicó que su retracción" está vinculada a mi seguridad personal y que de otros testigos"